# Roeburndale
Roeburndale – civil parish w Anglii, w Lancashire, w dystrykcie Lancaster. W 2001 civil parish liczyła 76 mieszkańców. Roeburndale było Reburndale w 1285.